# Gunnar Grip
Per Wilhelm Gunnar Grip, född 29 juni 1887 i Norrtälje, död 26 mars 1965 i Engelbrekts församling i Stockholm, var en svensk opera- och konsertsångare (baryton) samt redaktör.

## Biografi
Grip studerade sång för Mattia Battistini i Rom, Vittorio Vanzo i Milano och W. Beck i Paris. Han scendebuterade på Stockholmsoperan 1921 som Figaro i Barberaren i Sevilla. Han gästframträdde under 1920-talet i Göteborg, Helsingfors, Riga och Tallinn och turnerade 1922–1932 som konsertsångare i flera länder.
Bland framträdande roller kan nämnas Greve Luna i Trubaduren, titelrollen i Rigoletto, Tonio i Pajazzo och Scarpia i Tosca.
I Radiotjänsts första utsändning 1925 sjöng han ett stycke ur Eugen Onegin med Nils Grevillius som dirigent. Efter 1933 blev han tidskriftsredaktör för Scenen 1932:20–1934:9 och Jorden Runt 1933–1960.
Grip var bosatt i Stockholm och avled i Arlesheim i Schweiz. Han är begravd på Norra begravningsplatsen utanför Stockholm.